# Morti nell'876
| Questa pagina contiene informazioni ricavate automaticamente dalle voci biografiche con l'ausilio del template Bio e di un bot. L'aggiornamento è periodico e automatico e ricostruisce completamente la pagina. Se manca una persona in questa lista, sei pregato di non aggiungerla, ma accertati piuttosto che la sua voce biografica contenga il template Bio e che i dati anagrafici siano correttamente compilati. Se il template Bio manca, inseriscilo tu stesso o, in alternativa, metti l'avviso {{tmp\|Bio}} che ne segnala la mancanza. Se i dati riportati sono sbagliati, correggi direttamente la voce biografica; le modifiche saranno visibili in questa lista entro pochi giorni. Per chiarimenti vedi il progetto biografie. La lista contiene solo le 12 persone che sono citate nell'enciclopedia e per le quali è stato implementato correttamente il template Bio. Pagina aggiornata al 18 mag 2025. |

- 31 gennaio - Emma di Baviera, nobile tedesca
- 1º luglio - Gisella, nobile tedesca
- 28 agosto - Ludovico II il Germanico, re
- Agio di Corvey, monaco cristiano tedesco
- Bodo, religioso franco
- Carlomanno, abate franco
- Corrado II di Borgogna, nobile
- Domagoj di Croazia, sovrano croato
- Dungarth II, sovrano
- Pascweten, re
- Ricsige di Northumbria, re norrena
- Erico di Auxerre, teologo e scrittore francese (n. 841)